# José Esparza
José Esparza Antón (Lodosa, Navarra, 19 de julio de 1929 - 4 de abril de 2018), fue un expelotari español de la especialidad de mano.
Se le recuerda principalmente por haber sido en 1952 en San Sebastián el primer campeón mundial de pelota a mano en la modalidad de frontón corto individual.

## Campeón del Mundo
El Campeonato del Mundo de Pelota Vasca de 1952 fue la primera ocasión en la que se midieron en un torneo oficial pelotaris de todo el mundo, aunque el torneo estaba restringido a pelotaris aficionados.
Esparza fue elegido para representar a España en aquel mundial en la especialidad de pelota a mano, modalidad de frontón corto individual. Esparza ganó sus partidos por tanteos muy abultados frente a los representantes de Uruguay y Francia, que fueron los otros únicos países que enviaron representación a San Sebastián en esa misma modalidad. En todos los partidos dejó a sus rivales en 4 tantos.

## El desafío Ogueta-Esparza
Sin embargo el título mundial de Esparza no estuvo exento de cierta polémica: a pesar de ser incontestable su victoria en el campeonato fue puesta en duda su elección como representante de España. Esparza se había proclamado campeón de España aficionado en 1951, pero había perdido el título en 1952, antes del Mundial, frente a un joven alavés de 18 años apodado Ogueta. El seleccionador español, en vez de elegir a Ogueta, campeón vigente, prefirió poner el puesto en el mundial en liza en un partido de preselección, que ganó Esparza. 
El pique entre Ogueta y Esparza por dilucidar cual de los dos era realmente el mejor y por tanto el auténtico número uno aficionado del mundo, motivo un desafío manomanista en noviembre de ese mismo año entre los dos pelotaris. El desafío se jugó a dos partidos en Pamplona y Vitoria, suscitando una increíble espectación, que dejó a miles de espectadores sin poder entrar en los frontones. En Pamplona Ogueta batió de forma ajustada a Esparza por 22-21, pero en el segundo encuentro, disputado en Vitoria, el alavés Ogueta alcanzó una aplastante victoria por 22-8 ante sus paisanos.

## Carrera profesional
Tras su exitoso paso por el campo aficionado, Esparza dio el salto al campo profesional en 1953, pero no llegó a cumplir las expectativas que había creado en su etapa como aficionado. Llegó a participar por primera vez en 1955 en el Campeonato Manomanista de Segunda Categoría siendo el primer pelotari navarro en hacerlo, campeonato en el que se inscribió durante varios años pero sin excesivo éxito.